# Municipio de Pequaywan
El municipio de Pequaywan (en inglés: Pequaywan Township) es un municipio ubicado en el condado de St. Louis en el estado estadounidense de Minnesota. En el año 2010 tenía una población de 130 habitantes y una densidad poblacional de 1,39 personas por km².

## Geografía
El municipio de Pequaywan se encuentra ubicado en las coordenadas 47°9′25″N 91°49′8″O / 47.15694, -91.81889. Según la Oficina del Censo de los Estados Unidos, el municipio tiene una superficie total de 93.53 km², de la cual 87,94 km² corresponden a tierra firme y (5,98 %) 5,6 km² es agua.

## Demografía
Según el censo de 2010, había 130 personas residiendo en el municipio de Pequaywan. La densidad de población era de 1,39 hab./km². De los 130 habitantes, el municipio de Pequaywan estaba compuesto por el 99,23 % blancos, el 0,77 % eran asiáticos. Del total de la población el 0 % eran hispanos o latinos de cualquier raza.